# Bragdernas man (film, 1953)
Bragdernas man (originaltitel: Thunder Bay) är en amerikansk dramafilm från 1953 i regi av Anthony Mann. I huvudrollerna ses James Stewart, Joanne Dru och Dan Duryea. 

## Handling
Efter andra världskriget kommer före detta marin-ingenjören Steve Martin (James Stewart) och hans vän Johnny Gambi (Dan Duryea) till Louisiana med dollartecken i ögonen. Dom bygger en oljeplattform med hjälp av ett stort företag och är snart inne i en väldigt lukrativ bransch. Men snart går allting åt helvete, när sabotage, orkaner och giriga affärsmän gör allt för att förstöra för de båda vännerna.

## Rollista i urval
- James Stewart
- Joanne Dru
- Gilbert Roland
- Dan Duryea
- Jay C. Flippen
- Marcia Henderson
- Robert Monet
- Antonio Moreno
- Harry Morgan